# Aderet
Hadar Babayof, née en 1976, connue professionnellement sous le nom de Aderet, est une auteure-compositrice-interprète, DJ, productrice et animatrice israélienne. Sa musique est fortement influencée par la pop, la trance et la dance music.

## Carrière

### Années 2000
En 2001, son premier single Le'at Uvatuah (en français : Lentement et sûrement) commence à être joué à la radio. Ses deux albums, Tenth Floor et Without the Evil Eye, sortent respectivement en 2001 et en 2005. En 2008, son single Say No More devient un hit au Liban après être diffusé sur Beirut Nights, une station de radio libanaise en ligne qui diffuse de la dance music,.
Le remix de son hit Say No More, produit par DJ Dvir Halevi, devient une chanson de trance populaire à la radio.